# الأسد A
الأسد A (المعروفة أيضا باسم الأسد III) هي مجرة غير منتظمة التي هي جزء من المجموعة المحلية. تبعد حوالي 2.6 مليون سنة ضوئية من الأرض، وقد اكتشفها فريتز زفيكي في عام 1942. الكتلة المقدرة لهذه المجرة هي (8.0 ± 2.7) × 107 كتلة شمسية، مع ما لا يقل عن 80٪ تتكون من مادة مظلمة غير معروفة. وهي واحدة من المجرات الأكثر عزلة في المجموعة المحلية ولا تظهر أي مؤشرات على التفاعل أو الاندماج لعدة ملايين من السنوات. ومع ذلك، الأسد A هي فريدة من نوعها تقريبا بين المجرات الغير منتظمة حيث أن أكثر من 90٪ من نجومها تكونت مؤخرا أكثر من 8 ملايين سنة، مما يشير إلى تاريخ تطور غير عادي إلى حد ما. ويظهر وجود متغيرات (RR) القيثارة أن المجرة لديها تكون نجمي قديم قد تصل إلى 10 ملايين سنة في العمر.

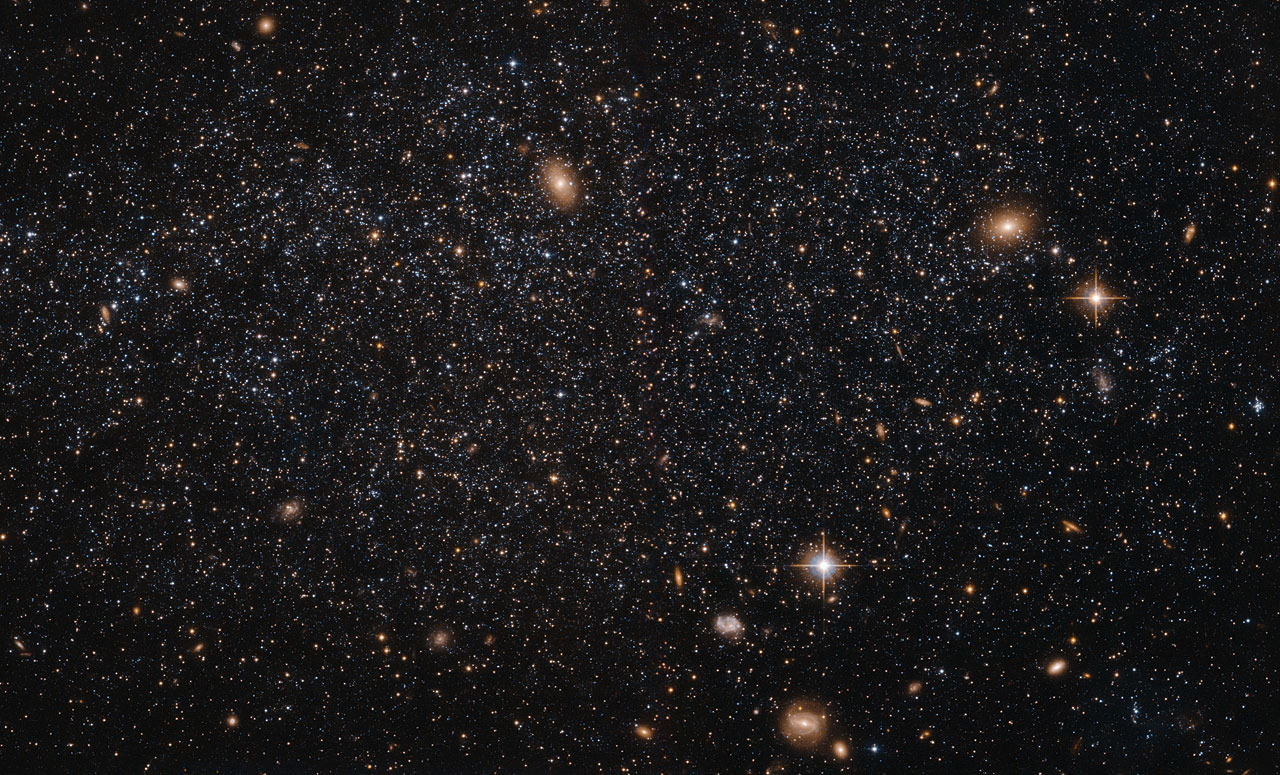
الأسد A

الهيدروجين المحايد في هذه المجرة تحتل حجم مماثل لمدى بصري، ويتم توزيعها في حلقة مسدودة وغير متساوية. المجرة لا تدور والهيدروجين يتحرك في كتل عشوائية. نسبة العناصر مع الأعداد الذرية أعلى من الهيليوم ليست سوى حوالي 1-2٪ من نسبة الشمس. وهذا يدل على تحويل أقل اكتمالا بكثير من الغاز إلى النجوم مما كانت عليه في مجرة درب التبانة. تظهر مجرة الأسد على زيادة تكوين النجوم خلال 1-4 مليون سنة الماضية، على الرغم من أن المستوى الحالي منخفض. هناك أربع مناطق هيدروجين II مدعومة بنجوم قصيرة الأمد من نجوم النسق الأساسي نوع-O.

## وصلات خارجية
- لأسد A على موقع ويكي سكاي: DSS2, SDSS, GALEX, IRAS, Hydrogen α, X-Ray, Astrophoto, Sky Map, Articles and images